# Nova klasa (knjiga)
Nova klasa je knjiga koju je napisao Milovan Đilas. U bivšoj Jugoslaviji, tj. Srbiji je prvi put legalno objavljena tek 1990. godine u izdanju "Narodne knjige" iz Beograda, iako je rukopis na srpskom i englesko izdanje moglo da se nađe na crnom tržištu pre toga. Rukopis je završen pre 1956. godine, tj. pre Đilasovog hapšenja, nakon kojeg je proveo devet godina u zatvoru (od toga 22 meseca u samici). Knjiga je prevedena na 50 jezika i prodata u preko 3 miliona primeraka. Knjigu su pročitali Če Gevera i Mao Cedung.

## Prvo izdanje u Americi
Prvo izdanje knjigа je doživela na engleskom jeziku u Americi. Đilasova supruga Štefica je po jednom novinaru prebacila rukopis do američkog izdavača "Fredrick A. Praeger" iz Nju Jorka. Izdavač je knjigu prodavao po ceni od 3,95 $. Naslov knjige je bio The New Class. An Analysis of the Communist System. Po rečima Alekse Đilasa, Milovanovog sina, knjiga je od prodaje u Americi je zaradila oko pola miliona dolara do 1957. godine. Đilas se odrekao ovog honorara i poklonio ga bolnici u Africi (Francuskoj Gvineji), koju je vodio Albert Švajcer, francuski filozof, kompozitor i lekar. Taj novac, međutim, nikada nije stigao do bolnice.

## Glavna teza knjige
Glavna teza knjige elaborirana je u glavi 4. pod nazivom „Nova klasa“. U njoj se tvrdi da je komunizam tek u praksi, u suprotnosti sa teorijskim i revolucionarnim obećanjima i očekivanjima, stvorio novu klasu. (Obećanje komunističke teorije je bilo da će klase i država odumreti nakon uspostavljanja komunizma.) Za razliku od prethodnih društvenih formacija (feudalizam, kapitalizam), gde su klase nastala pre pojave odgovarajućih društvenih poredaka, u komunističkom društvu nova klasa nastaje tek nakon što su revolucionari došli na vlast. Ova klasa svoje imovinu i privilegije izvlači iz državnih pozicija na koje je dospela posle revolucije u Sovjetskom savezu i Jugoslaviji.

## Kontroverze povodom značaja knjige za Đilasovu zatvorsku kaznu
U Napomeni urednika "Narodne knjige" Vasilija Kalezića (str. 205) tvrdi se da u presudi Okružnog suda u Sremskoj Mitrovici od 5.10.1957. stoji kako je Đilas na kaznu zatvora osuđen zbog ove knjige koju je pisao 1955. i 1956. godine. Međutim, prema kazivanju Aleksa Đilasa, UDBA je prilikom hapšenja Đilasa i pretresanja stana 1956. godine naišla na ovaj rukopis, ali nije bila zainteresovana za njega, te ga je ostavila u stanu.

## Vrednost na tržištu polovnih knjiga
Na tržištu polovinih knjiga u Srbiji cena ovog izdanja kreće se od 1500-3000 dinara (12-25 €).